# ノイエンラーデ
ノイエンラーデ (ドイツ語: Neuenrade, ドイツ語発音: [nɔ‿yənˈraːdə])は、ドイツ連邦共和国ノルトライン＝ヴェストファーレン州アルンスベルク行政管区のメルキッシャー郡に属す小都市である。この街は、アルンスベルク伯に対する防衛拠点として、マルク伯によって建設された計画都市である。人口規模は大きくない。現在の市の構成は1969年と1975年の市町村合併によって形成された。経済は中小企業が中心となっている。

## 地理

### 位置
ノイエンラーデは、メルキッシャー郡東部、ホーホザウアーラントと境を接する、ヘネ川上流およびその支流であるボルケ川の谷に位置している。ヘネ川はノイエンラーデ西部のグローサー・アティヒ (512 m) の南斜面から湧出する。この川は市内を北東方向に流れ下り、海抜 270 m のキュントロープの北西からこの街を離れる。ボルケ川は、アフェルンの南、西のレッケンベルク (455.2 m) と東のイムベルク (468.3 m) との間から湧出する。この川は北に向かい、ブリントロープを貫いて、ニーダーヘーフェンの麓から市域を離れる。市内からは、この他にも多くの小川が湧出しており、その多くはヘネ川に注いでいる。南部と西部で湧出した数本の川は、ノイエンラーデの市域の南側を流れるレネ川の水系に属している。ヘルメッケ川の合流点付近には、海抜 197 m の市域の最低地点がある。
市域の最高地点は、クヴィトマンス塔が建つコールベルクで、高度は 513.7 m である。この他に、アルテンアフェルンの南約 2.2 km のホーメルト (511.2 m) や、ホーメルトの東に位置するクライナー・ヘムベルク (501 m) といった山がある。

### 市域の広がり
面積 54.11 km2 の市域は、東西約 14 km、南北約 5 km の広がりを持つ。2015年12月31日現在、市域は、森林 29.40 km2 (54.4 %)、農業用地 17.86 km2 (33.0 %)、宅地・空き地・産業用地 3.94 km2 (7.3 %)、交通用地 2.46 km2 (4.6 ％) に区分される。その他の用地は、1 % 以下である。

### 隣接する市町村
ノイエンラーデは、東は、ズンデルン、南はプレッテンベルク、南西はヴェルドール、西はアルテナ、北はヘーマーおよびバルヴェと境を接する。ホーホザウアーラント郡に属すズンデルン以外はいずれもメルキッシャー郡に属す。ヘーマーとの市境は、長さ 1.3 km と極めて短い区間である。

### 市の構成
現在のノイエンラーデ市は、中核市部のノイエンラーデと、かつて独立した町村であったキュントロープ、アフェルン、ブリントロープ、アルテンアフェルンの各地区 (Ortsteil) からなる。2020年3月31日現在の各地区の人口は以下の通りである。
| 市区名             | 市区名      | 人口（人） |
| ------------------ | ----------- | ---------- |
| ノイエンラーデ     | Neuenrade   | 8,931      |
| キュントロープ     | Küntrop     | 1,353      |
| アフェルン         | Affeln      | 1,093      |
| アルテンアフェルン | Altenaffeln | 510        |
| ブリントロープ     | Blintrop    | 331        |

### 気候
ノイエンラーデの気候は、海洋性気候と大陸性気候との移行部の特徴を持つ。これは、この地方で多く吹く西風の影響によるものである。気温は、最高気温の平均が 19.8℃、最低気温の平均が -0.4℃である。1961年から1990年までの年間降水量の平均値は、1204 mm/年であった。2015年5月から2020年4月の月別平均データを以下に示す。
| ノイエンラーデの気候     | ノイエンラーデの気候 | ノイエンラーデの気候 | ノイエンラーデの気候 | ノイエンラーデの気候 | ノイエンラーデの気候 | ノイエンラーデの気候 | ノイエンラーデの気候 | ノイエンラーデの気候 | ノイエンラーデの気候 | ノイエンラーデの気候 | ノイエンラーデの気候 | ノイエンラーデの気候 | ノイエンラーデの気候 |
| 月                       | 1月                  | 2月                  | 3月                  | 4月                  | 5月                  | 6月                  | 7月                  | 8月                  | 9月                  | 10月                 | 11月                 | 12月                 | 年                   |
| ------------------------ | -------------------- | -------------------- | -------------------- | -------------------- | -------------------- | -------------------- | -------------------- | -------------------- | -------------------- | -------------------- | -------------------- | -------------------- | -------------------- |
| 平均最高気温 °C （°F）   | 3.9 (39)             | 5.9 (42.6)           | 8.7 (47.7)           | 14.2 (57.6)          | 17.7 (63.9)          | 21.4 (70.5)          | 21.9 (71.4)          | 22.6 (72.7)          | 18.5 (65.3)          | 12.2 (54)            | 7.9 (46.2)           | 6.2 (43.2)           | 13.43 (56.18)        |
| 日平均気温 °C （°F）     | 1.6 (34.9)           | 2.7 (36.9)           | 4.8 (40.6)           | 9.1 (48.4)           | 12.6 (54.7)          | 16.3 (61.3)          | 17.3 (63.1)          | 17.4 (63.3)          | 13.5 (56.3)          | 9.6 (49.3)           | 5.3 (41.5)           | 4.0 (39.2)           | 9.52 (49.13)         |
| 平均最低気温 °C （°F）   | −0.6 (30.9)          | −0.3 (31.5)          | 1.1 (34)             | 3.8 (38.8)           | 7.4 (45.3)           | 11.2 (52.2)          | 12.0 (53.6)          | 12.1 (53.8)          | 9.0 (48.2)           | 6.3 (43.3)           | 2.6 (36.7)           | 1.8 (35.2)           | 5.53 (41.96)         |
| 降水量 mm （inch）       | 123 (4.84)           | 105 (4.13)           | 101 (3.98)           | 43 (1.69)            | 68 (2.68)            | 62 (2.44)            | 72 (2.83)            | 74 (2.91)            | 76 (2.99)            | 68 (2.68)            | 104 (4.09)           | 112 (4.41)           | 1,008 (39.67)        |
| 平均降水日数 （≥0.2 mm） | 22                   | 17                   | 19                   | 11                   | 15                   | 15                   | 15                   | 14                   | 15                   | 18                   | 20                   | 21                   | 202                  |
| 出典：Klima Neuenrade    |                      |                      |                      |                      |                      |                      |                      |                      |                      |                      |                      |                      |                      |

## 歴史

### 中世

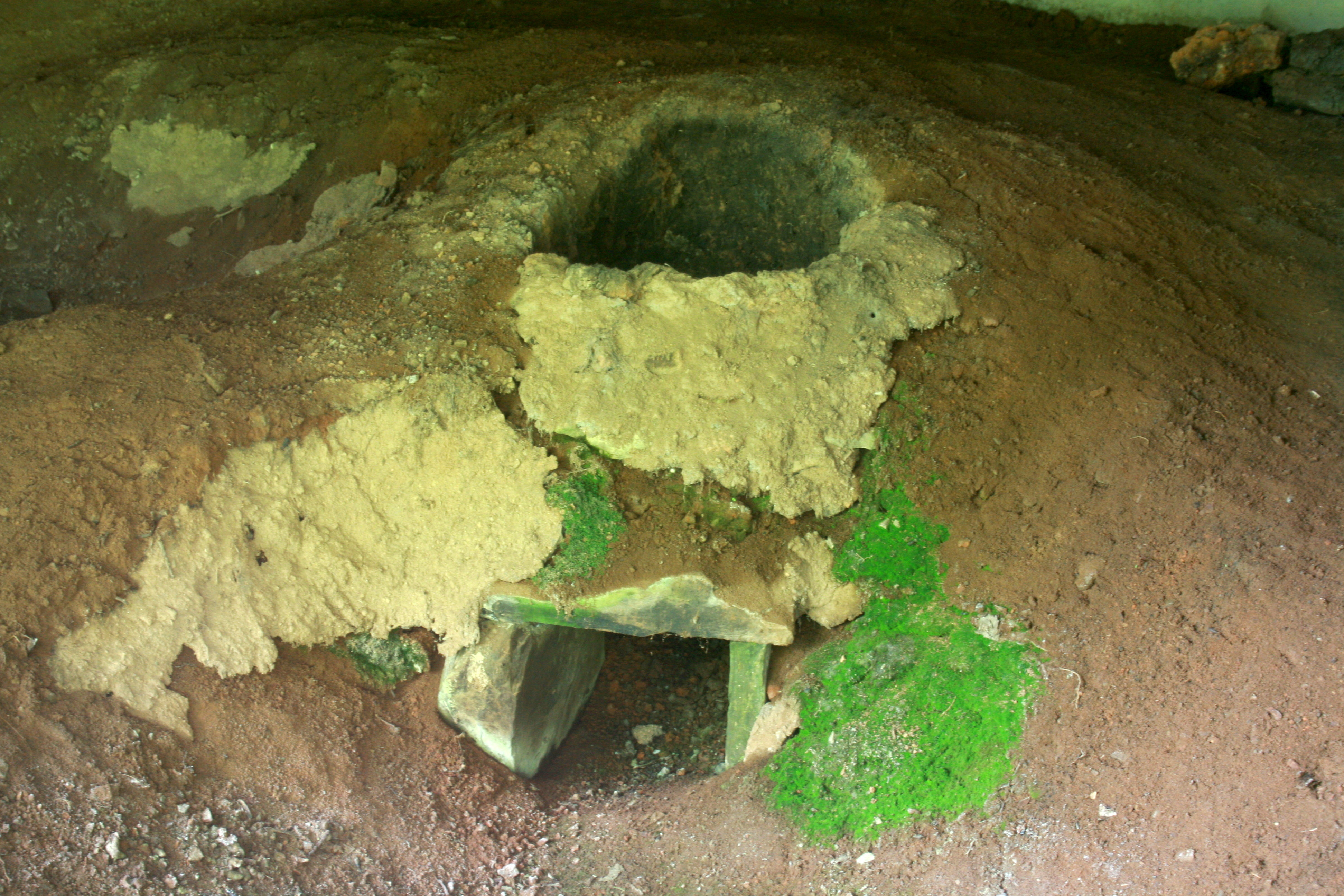
ベーレントロープ製鉄炉跡

この地域では、11世紀から13世紀にいくつかの農場と、小さな水城が築かれた。この頃にはすでに鉱石の採掘が良好な経済的発展をもたらし、これにより人口の増加が起こった。鉄鉱石は、当初、約20か所の小さな製鉄所で製錬されていた。発掘によりグート・ベーレントロープ製鉄所が良い保存状態で発見された。
1220年に現在の市域に存在した「ローデ」という名前の集落が初めて文献に記録されている。同じ年に、ノイエンラーデ近郊のベーレントロープにあったプレモントレ会修道院が記録されている。
13世紀から14世紀にマルク伯は、城砦や都市を築くことで、周辺の領主に対する覇権を確立した。アルンスベルク伯領との境界付近に位置するノイエンラーデもそうした都市の1つであった。ゲルハルト・フォン・プレッテンベルクは、1353年に城砦とこれに隣接する防備を固めた都市 (oppidum) の建設を始めた。ノイエンラーデは、計画都市として、格子状の構造を示している。最初の入植者たちは、かつてのローデ村から移住し、Nyenrade に定住することを強いられた。

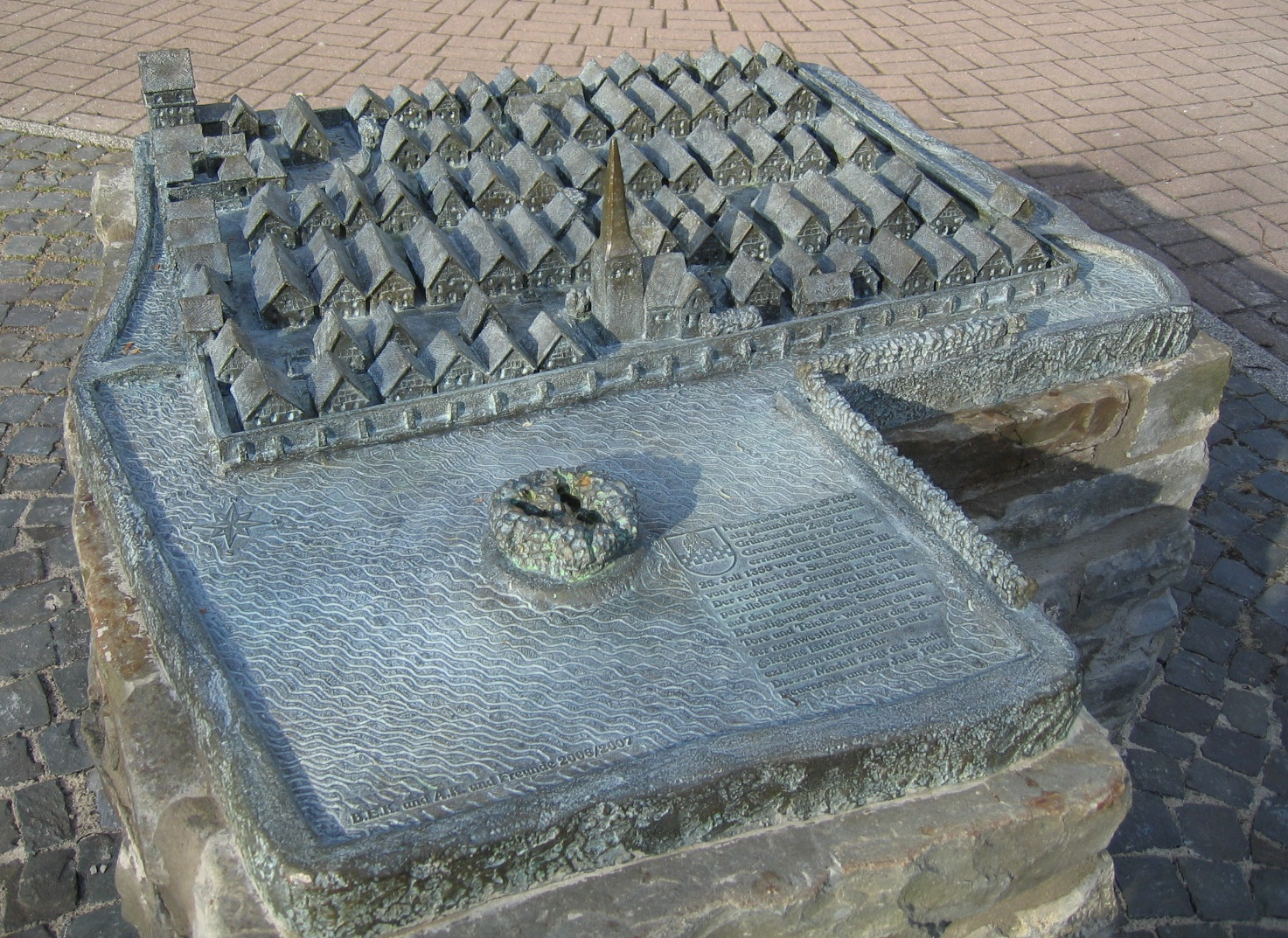
1600年頃のノイエンラーデのブロンズモデル

この街は、1355年7月7日に都市権を得た。これにより街は裁判権、自治権、市場開催権を有した。市議会は、11人の議員と市長で構成された。城砦内には、高次の裁判権を行使したノイエンラーデの代官が住んだ。公園「アム・ヴァル」には現在もゲリヒツリンデ（裁判の場として使われたセイヨウボダイジュ）の古木が遺っている。城は1521年に炎上し、その後倒壊した。

### 近現代
ノイエンラーデは、リューデンシャイトの随伴都市としてハンザ同盟に加わった。最も重要な輸出品は、この街で生産された小さな鉄製品であった。近世には、布製品がこれに加わり、時には重要性において鉄製品を凌駕した。16世紀からは従来の製鉄所に加えて、高価値のオーゼムント鉄を生産するオーゼムントシュミーデが建設された。1690年頃にはこの種のシュミーデが9軒あった。この頃交易は、特に周辺都市との間で行われていた。
ノイエンラーデは何度も、少なくとも11回、火災によって苦しめられた。そうした後退が都市の発展を制限していた。このためノイエンラーデは1660年には "Städtlein"（小さな街）と記述されている。
19世紀になるとこの街に工業発展が訪れた。レネタールへ向かうフェステ通りが、レネ川周辺都市との交易を改善し、鉄道（ルール＝ジーク線）と間接的に結ばれた。1912年にヘネタール鉄道が開通し、この街は直接鉄道網に接続した。
ナチ党の権力掌握の前段として1932年8月に3人のノイエンラーデ在住のSS隊員と地元の共産党員1人との間で銃撃戦が行われ、強い緊張状態となった。権力掌握後に共産党員や社会民主党員は逮捕され、牢獄内のノイエンラーデの共産党員はヴェルルに移送された。この街での権力を固めた後、NSDAPはクラブ・協会やグループ活動での強制的同一化を進めた。ノイエンラーデ体操クラブとサッカークラブは TuS に統合され、この街の伝統的な共同体「エアホールング」1854は、活動を禁止された。あるユダヤ人家族は資金不足のために、国家社会主義的課税政策（ユダヤ人は重い制裁を科されていた）に基づき所有していた土地を資金不足のために街に売却せざるを得ず、ほぼ全財産を失った。ノイエンラーデでは、教会闘争が特に顕著であった。ノイエンラーデの福音主義教会に勤めるクラウゼ牧師は、「ドイツ的キリスト者」の指導者で、国家社会主義を信奉する「告白教会」の対極にあった。
第二次世界大戦開戦後、ノイエンラーデではクルップコンツェルンの分工場が特に発展した。ここには市内の他の箇所でもそうであったように強制労働者が投入された。第二次世界大戦中ノイエンラーデでは比較的被害が少なかった。激しい爆撃で企業家ハインリヒ・ズールの「ズール邸」が破壊された。彼の会社は、1889年にノイエンラーデで楽器メーカとして創業され、「1889年創業の、最初で最古のノイエンラーデのハーモニカ工場」として活動していた。1945年4月7日の爆撃後、この会社は再建されず、オランダやアメリカの支社は閉鎖された。
ノイエンラーデは長らくアムト・ノイエンラーデの主邑であった。このアムト（地方行政組織）にはダーレ村、ヴェルドール村、オーレ村が属していた。19世紀末にヴェルドールは独立し、オーレはプレッテンベルクに併合された。ダーレは、1969年にアムト・ノイエンラーデの廃止された後、アルテナに編入された。かつてアルンスベルク郡のアムト・バルヴェに属していたキュントロープは、同じ時期にこの新しい街に合併した。

### 市町村合併
1969年1月1日に、それまでアルテナ郡に属していたアムト・ノイエンラーデが廃止された。これはノルトライン＝ヴェストファーレン州の地域再編の第1段階として実施された。この際、特にアムト廃止に伴う農村地区の自治体再編が焦点となった。それまでこのアムトに属していた町村ダーレはアルテナ市に編入された。同時に、それまでアムト・バルヴェ（アルンスベルク郡）に属していたキュントロープがノイエンラーデに編入された。
かつて独立した町村であった、フライハイト・アフェルン、アルテンアフェルン、ブリントロープは、1975年1月1日に行政・地域再編の第2段階としてザウアーラント/パーダーボルン法に基づきノイエンラーデに合併し、その市区となった。

## 住民

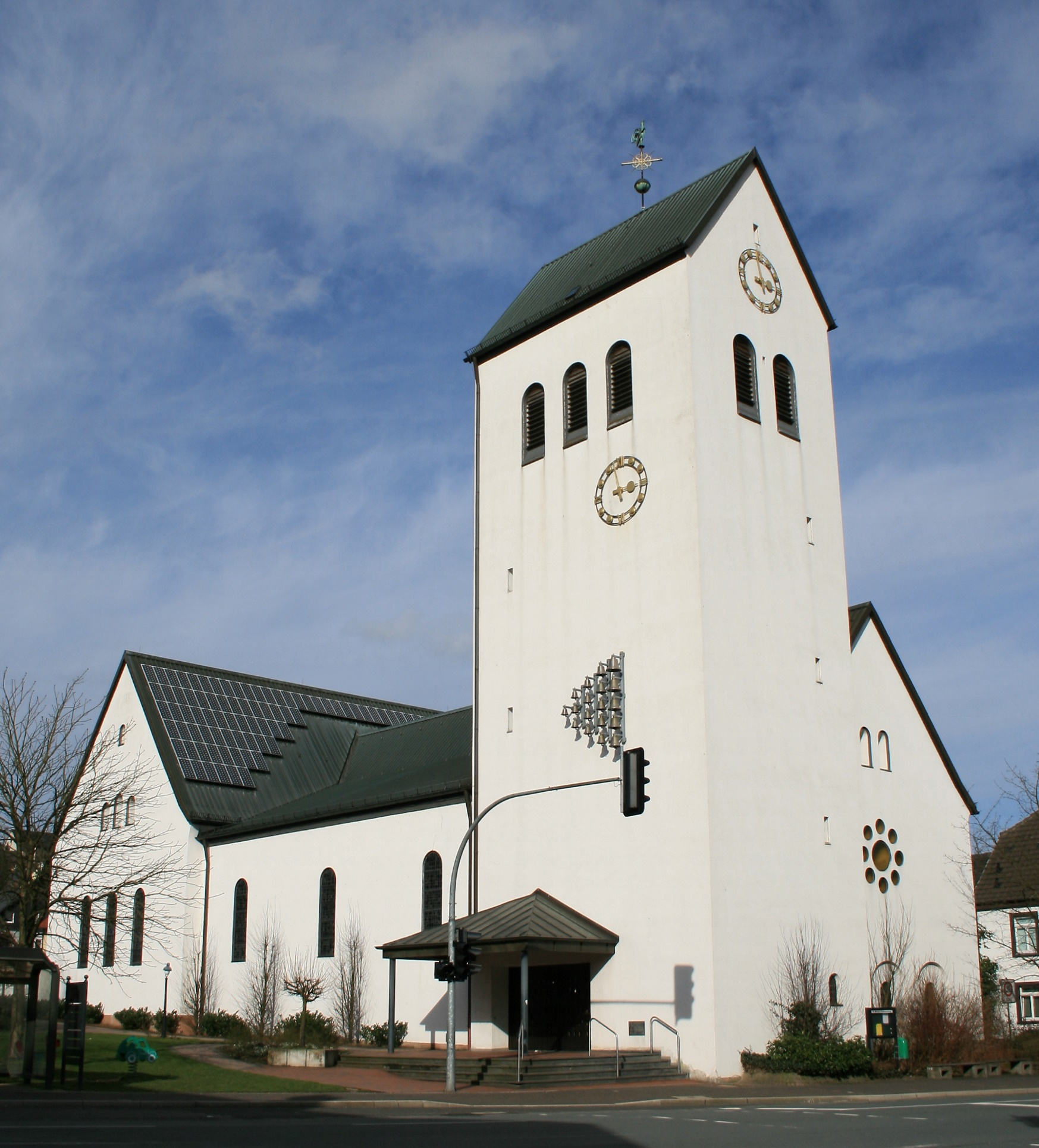
カトリックの聖マリアの訪問教会

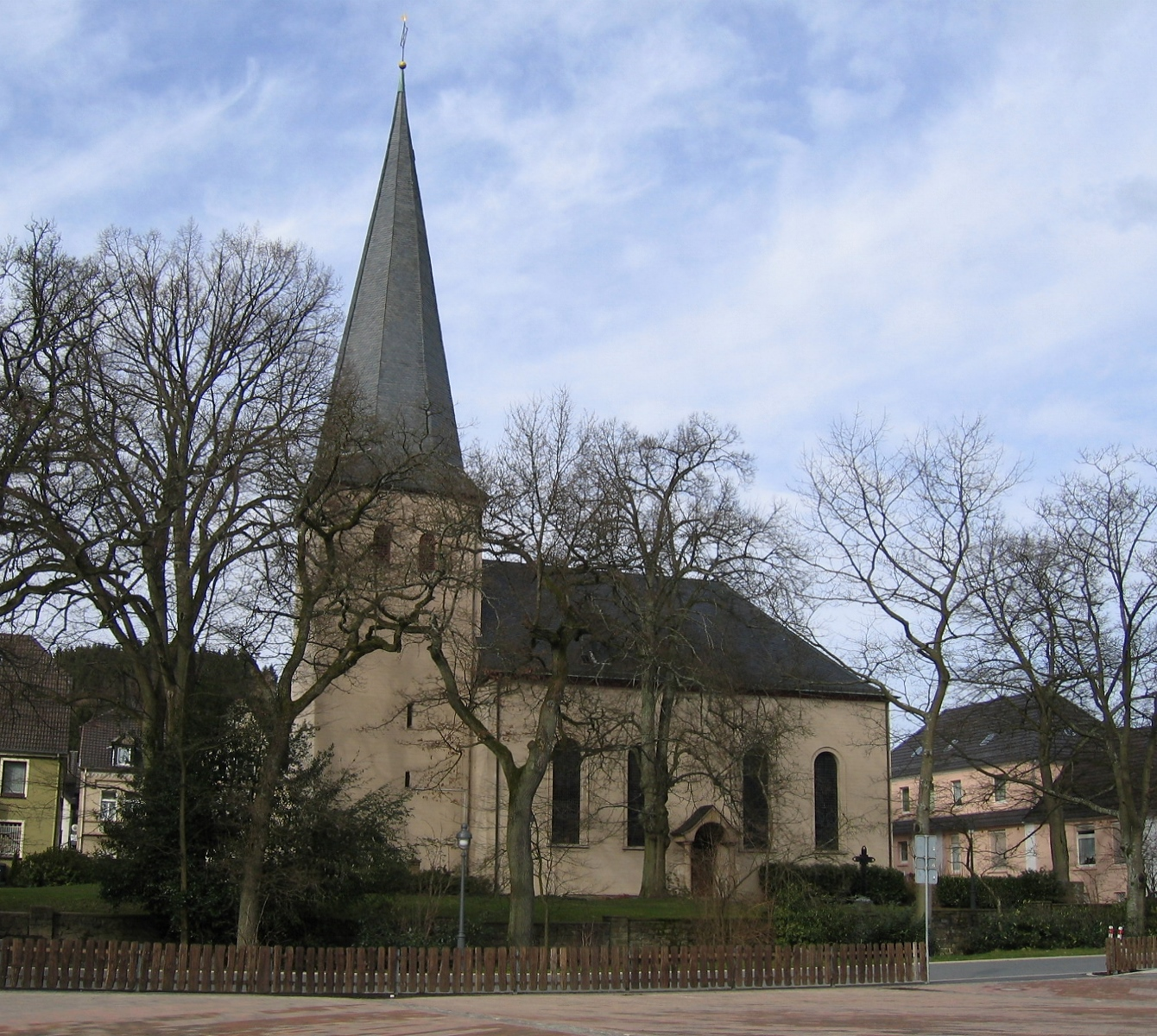
ノイエンラーデの福音主義教会

### 宗教

#### 宗教史
1366年に領主が礼拝堂を建設させた。しかし、ノイエンラーデは長らくヴェルドール教区の支部であり続けた。ノイエンラーデは、マルク伯領の他の都市と同様に、1564年以前にプロテスタント化されていた。ノイエンラーデの教会規則により、1564年にヴェストファーレンで最初のドイツ語聖歌集が出版された。1573年から改革派教会の教義が信仰された。
1849年、この街には、福音主義信者 1,235人、カトリック信者 57人、ユダヤ教徒 15人がいた。主にカトリック信者が多かった旧ヴェストファーレン公領に属していた市区が合併したことで宗教分布は変化した。2005年時点では、カトリックが 39 %、プロテスタントが 37 % である。残りの 24 % はその他の宗教または無宗教である。福音主義およびカトリックの教会の他に、自由教会組織も存在している。また、ミッリー・ギョルシュの Amgt Ayasofy モスクもある。

#### 宗教統計
2011年の人口調査によれば、2011年には、福音主義 35.0 %、ローマ＝カトリックが多数派の 36.4 %、その他の宗教および無宗教は 28.7 % であった。2020年3月31日現在、全人口 12,212人のうち、福音主義信者は 3,838人、ローマ＝カトリック信者は 3,998人で、4,376人がその他の宗教または無宗教である。

### 人口推移
1800年頃、ノイエンラーデには約 1,000人が住むだけであった。当初人口はゆっくりとした増加であった。1900年に約 2,000人、1930年代に 3,000人となった。第二次世界大戦後、多くの難民がノイエンラーデに移住した。1955年に人口は約 5,000人に達した。1969年のキュントロープの合併後に 7,500人となり、地域再編後の1975年に 10,600人となった。その後人口増加はやや停滞し、現在（21世紀初め）の人口は12,000人ほどである。
| 年または日付 | 人口（人） |
| ------------ | ---------- |
| 1722年       | 00.614     |
| 1765年       | 01,125     |
| 1800年       | 01,000     |
| 1849年       | 01,307     |
| 1885年       | 01,635     |
| 1900年       | 02,000     |
| 1905年       | 02,145     |
| 1925年       | 02,676     |
| 1933年       | 02,779     |
| 1939年       | 03,076     |
| 1955年       | 05,000     |
| 1961年6月6日 | 06,137     |

| 日付           | 人口（人） |
| -------------- | ---------- |
| 1970年5月27日  | 07,500     |
| 1974年6月30日  | 08,633     |
| 1975年12月31日 | 10,306     |
| 1980年12月31日 | 11,145     |
| 1985年12月31日 | 11,165     |
| 1990年12月31日 | 11,679     |
| 1995年12月31日 | 12,009     |
| 2000年12月31日 | 12,346     |
| 2005年12月31日 | 12,379     |
| 2010年12月31日 | 12,146     |
| 2015年12月31日 | 12,024     |
| 2018年12月31日 | 11,982     |

1905年までの人口は、A. ルドルフによる推定値である。1800年、1900年、1955年の数字は算定値である。1975年以降はノルトライン＝ヴェストファーレン州のデータ管理・統計担当部局の研究値である。

## 行政

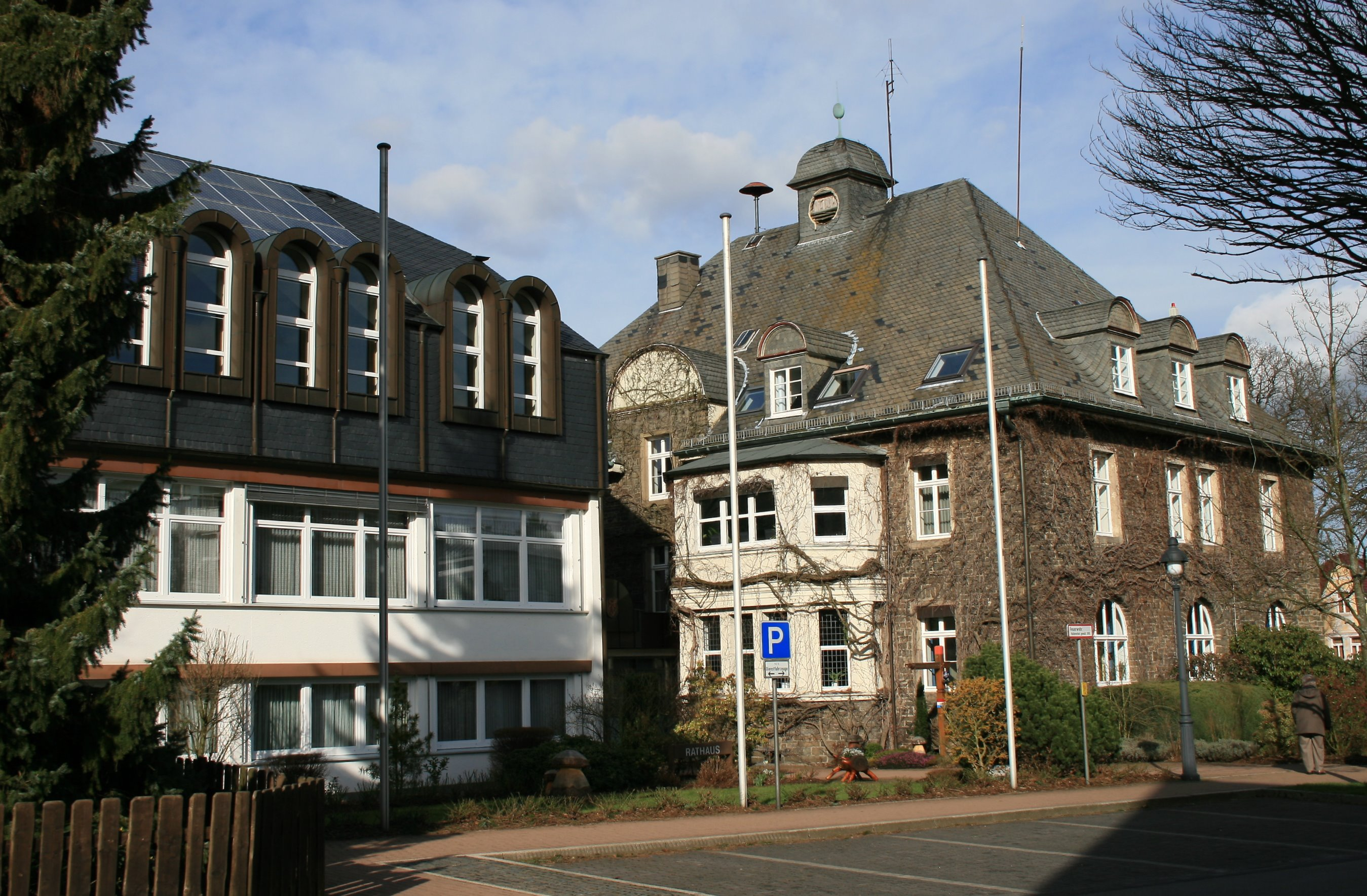
ノイエンラーデ市庁舎

### 市議会
ノイエンラーデの市議会は、32議席からなる。

### 首長
2014年の市長選挙以降、CDU のアントニウス・ヴィーゼマンがノイエンラーデの市長を務めている。

### 紋章
図柄: 赤と白の三層の市松模様の帯で、黄色地と白地に上下二分割。上部は赤い衣装を着て、黄色の冠を被り、青いマントを羽織った聖母の半身。右腕に幼子イエスを抱いている。二人は白い光輪を発している。下部は端から端まで貫く黒い十字である。
解説: ノイエンラーデ市は、1912年11月25日に公式に紋章を認可された。市の紋章はマルク伯の紋章（黄色地に赤-白の市松模様）を踏襲し、帯の上に聖母マリアを描いた。この紋章は、16世紀の市教会（現在の福音主義教会）の講壇の木彫像に見られる通り、中世から用いられていた。マリア像が紋章に採り入れられた時期は不明である。1975年にアフェルン、アルテンアフェルン、ブリントロープを吸収して街が拡大した後、当初は古い紋章が使われていた。1978年に新しい紋章作成の努力が開始された。紋章の基部にはケルン選帝侯の十字が採用された。これはかつてケルン選帝侯領に属していたアムト・バルヴェの町を表している。ケルンのハインリヒ・フスマン教授がデザインした新しい紋章は、1979年3月23日に認可された。

### 姉妹都市
ノイエンラーデは、以下の都市と姉妹都市関係にある。
- ディンクスペルロ（オランダ語版、英語版）（オランダ、ヘルダーラント州）
  - Dinxperlo とは1978年から友好都市関係を結び、1984年4月5日に姉妹都市協定を締結した。ディンクスペルロは、2005年1月1日からアールテンの一地区となった。アールテン議会とノイエンラーデ議会は、姉妹関係を引き続き継続・発展させることを決議した。
- クリンゲンタール（ドイツ語版、英語版）（ドイツ、ザクセン州）1990年

## 文化と見所

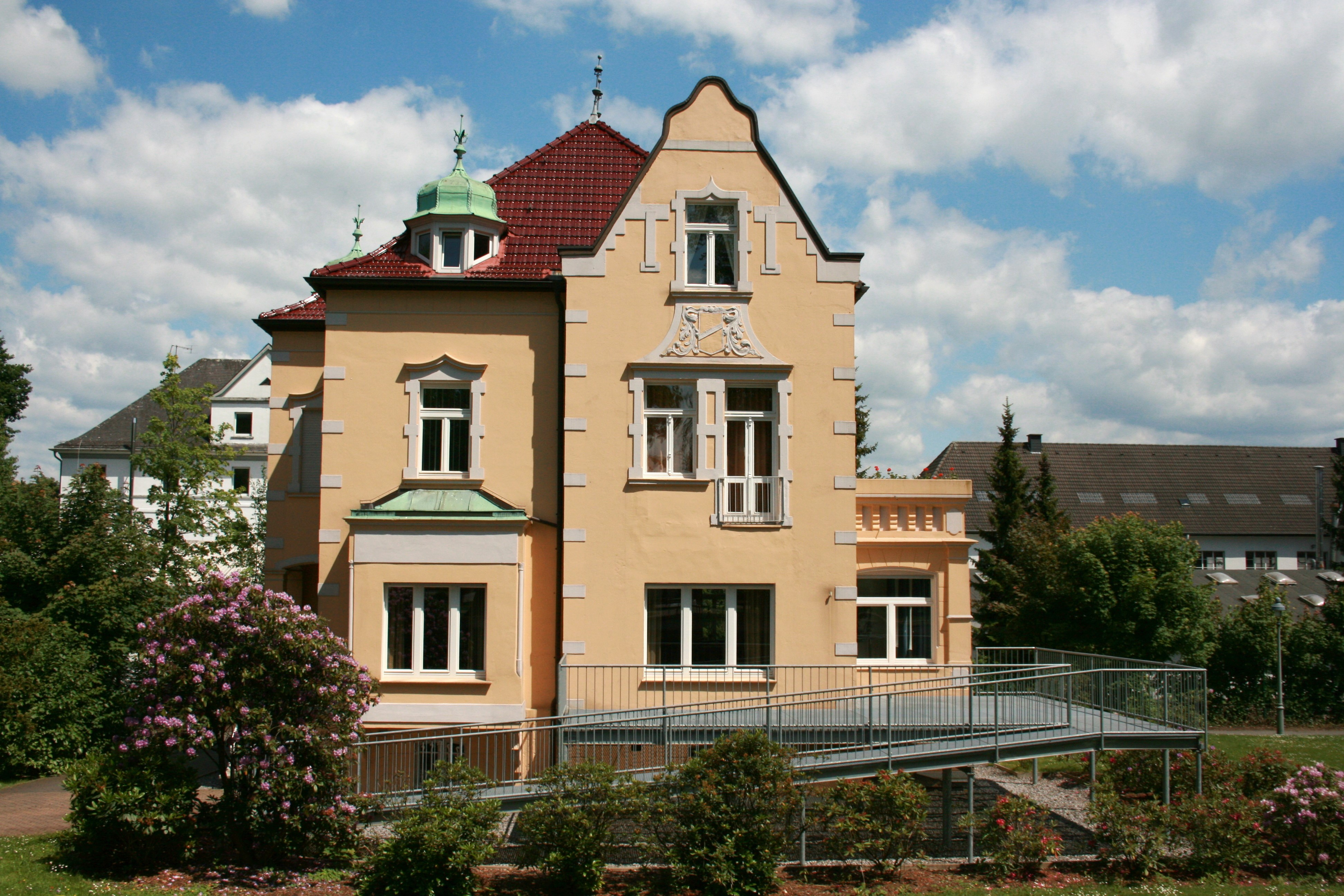
ヴィラ・アム・ヴァル

市の文化プログラム（これにはホテル・カイザーガルテンのホールにおける演劇上演も含まれる）は、ヴィラ・アム・ヴァル、地元の教会、アフェルンの多目的ホールで開催される。2007年に市の芸術・文化イベントを充実させることを目的とした文化協会が設立された。その業務には、行政管区当局が奨励している青年プロジェクトも含まれている。

### 音楽
ノイエンラーデには2つの音楽協会がある。ノイエンラーデ音楽協会とアフェルン音楽協会である。またレネタール音楽学校もある。この他の音楽グループとして、1921年に主にアドルフ・リンケの指導で結成されたタンブールコルプス・キュントロープ e.V. や福音主義のポザウネンコール・ノイエンラーデが活動している。
合唱分野では、多くのクラブが存在している。ノイエンラーデには MGV リーダーターフェル、福音主義女声合唱団、カトリックの教会合唱団がある。アフェルンには MGV リーダークランツ（NRW合唱連合のマイスターコーラス）、女声合唱団、児童合唱団、男声カルテット HotB、女声合唱団サウスランド・ヴォイシーズ・ツヴァイ・バーバーショップ＝アンサンブルがある。アルテンアフェルンには混声合唱団のコールゲマインシャフトがある。

### 建築物

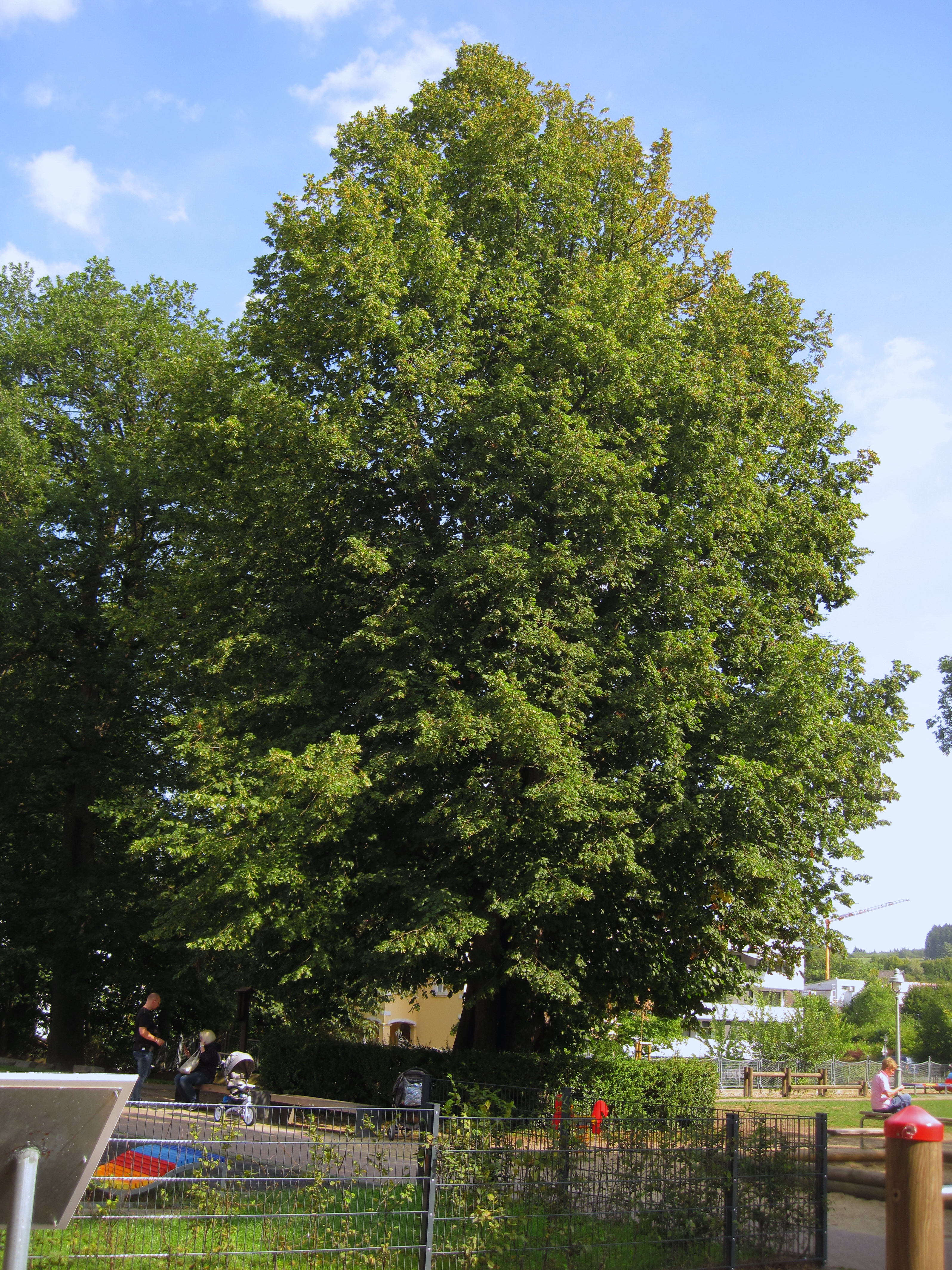
アウフ・デム・ヴァルのゲリヒツリンデ

1220年から1324年まで（もしくは1600年頃まで）、ベーレントロープにプレモントレ会修道院があった。この修道院は、修道参事会の撤退後農場経営に転じ、現在は個人所有となっている。道の傍らに、かつてにベーレントロープの農場主シュニーヴィント家の私有墓地がある。
カトリックの教区教会「聖マリアの訪問」教会は、1360年に成立した。これは、エンゲルベルト3世伯が「我らが聖母」礼拝堂を奉献したことによる。6年後にこの祈祷所は洗礼盤を備えた教区教会に昇格し、墓地が設けられた。2001年に、教会塔にカリヨンが完成した。
ノイエンラーデの福音主義教会には多くの木彫像で装飾された説教壇がある。この建物は建築文化財に指定されている。

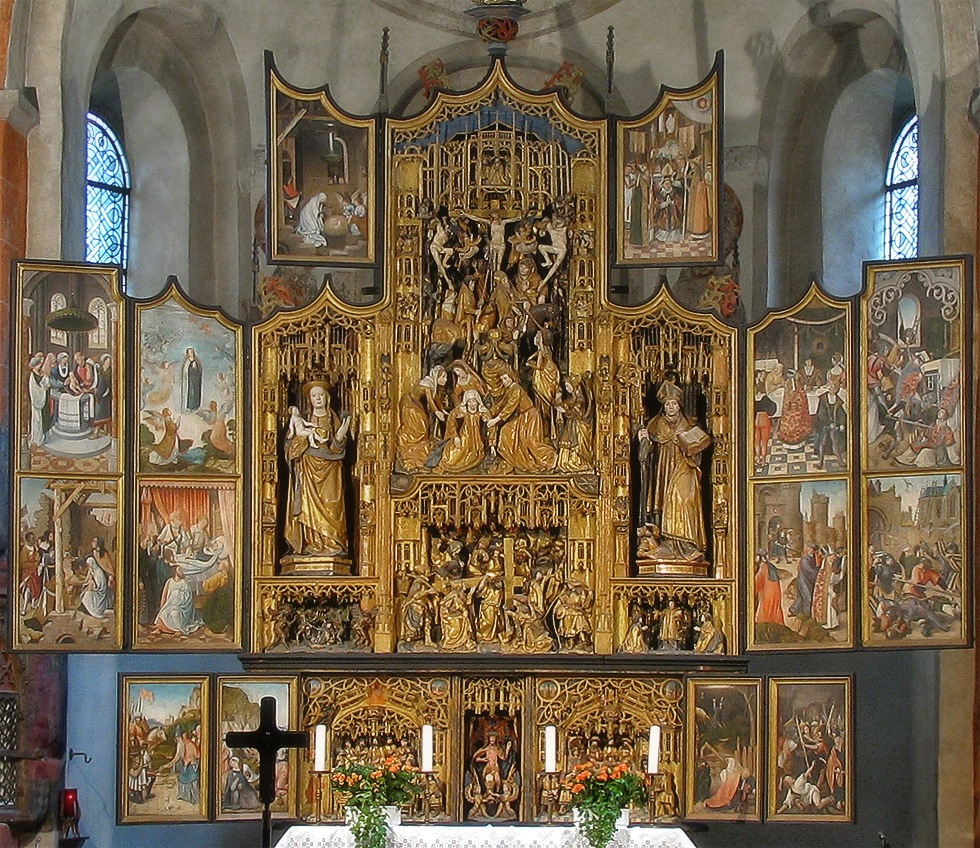
聖ランベルトゥス教会の有翼祭壇

アフェルン地区には13世紀に石像のカトリック教会聖ランベルトゥス教会がハレンキルヒェとして建設された（後期ロマネスク様式）。ここには1500年から1530年に制作されたフランドル風の有翼祭壇がある。この建物は、1985年4月23日に保護文化財に指定された。
ヴィラ・アム・ヴァル（旧ヴィラ・ヘルフェルト）は、ノイエンラーデ市の中心に位置しており、公園風の庭園に囲まれている。この建物は、1903年にユーゲントシュティール様式で建設され、フリードリヒ・ヘルフェルトとイーダ・ヘルフェルトが住んだ。ヘルフェルト家は1933年まで、主に吹奏楽器やアコーディオンを製造・販売する会社を経営していた。1933年からは、ファーターラントという商標で自転車製造に転換した。ヴィラ・ヘルフェルトには、1967年からヴァルター・ヘルフェルとが家族とともに住んだ。ノイエンラーデ市は、2000年にこの邸宅を取得し、2000年5月31日に保護文化財に指定した。
ノイエンラーデ市立ゲマインシャフト基礎課程学校「ブルクシューレ」は、福音主義教会、アム・ヴァル公園、市役所に囲まれた町の中心部に位置している。「ブルクシューレ」という添え名は、城の堀に囲まれた島状の広場に見られる防衛施設（「アウフ・デア・アルテン・ボルク」）に由来する。このかつての水城は、1355年の街の建設以前から存在していた。校舎自体は1912年建造の古い建物で、何度も増築されている。

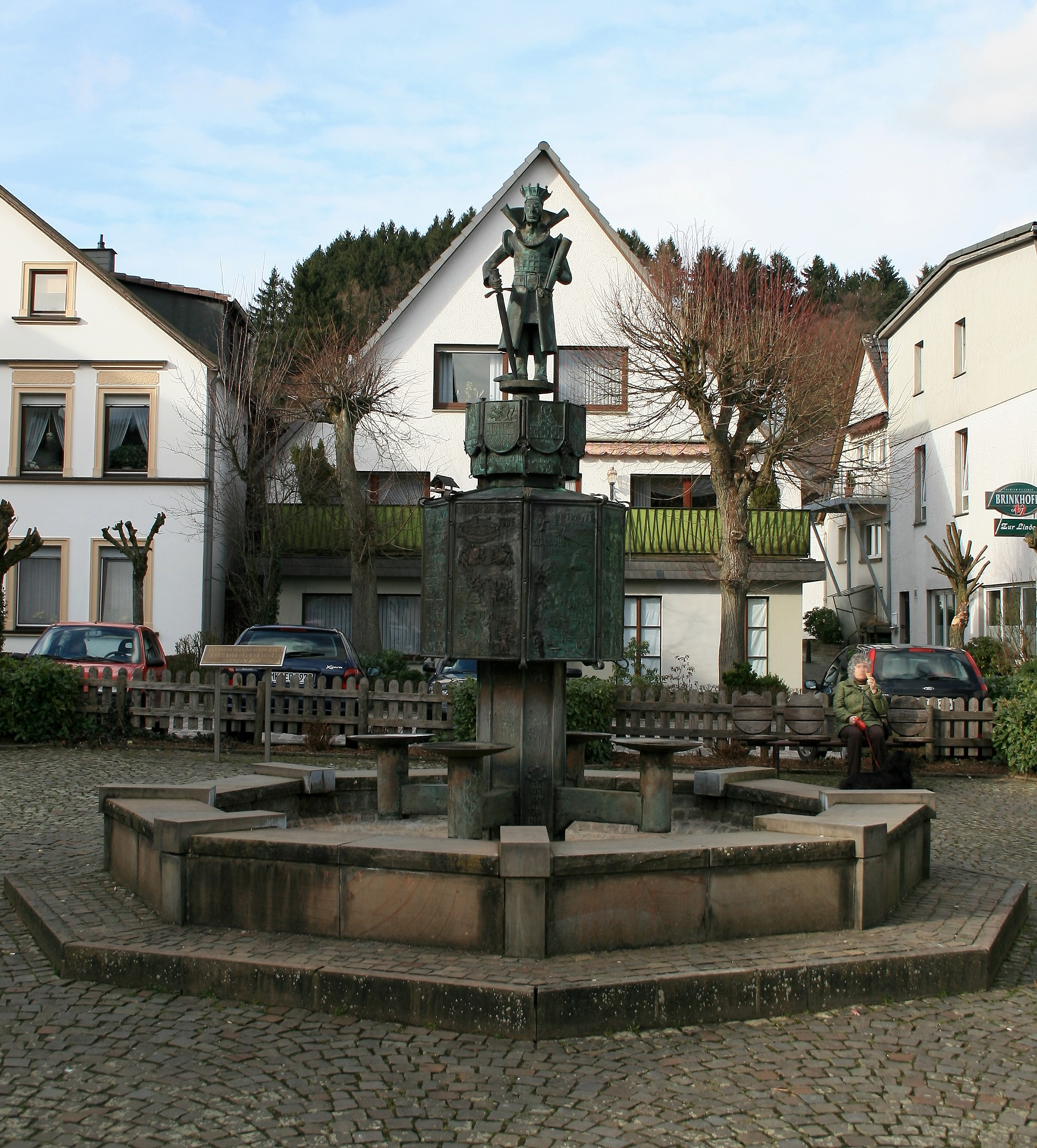
ノイエンラーデのシュタットブルネン

ノイエンラーデ旧市街に1990年に創られたシュタットブルネン（市の泉）は、8枚の水盤で、この街の歴史上の重要な出来事を表現している。この泉には都市権を授けた（1355年）マルク伯エンゲルベルト3世の像が飾られている。
コールベルクのクヴィートマンス塔は展望塔として利用されている。高さ 14 m のこの塔は、1893年に木造の塔として建設され、1986年に鋼鉄製に造り替えられた。

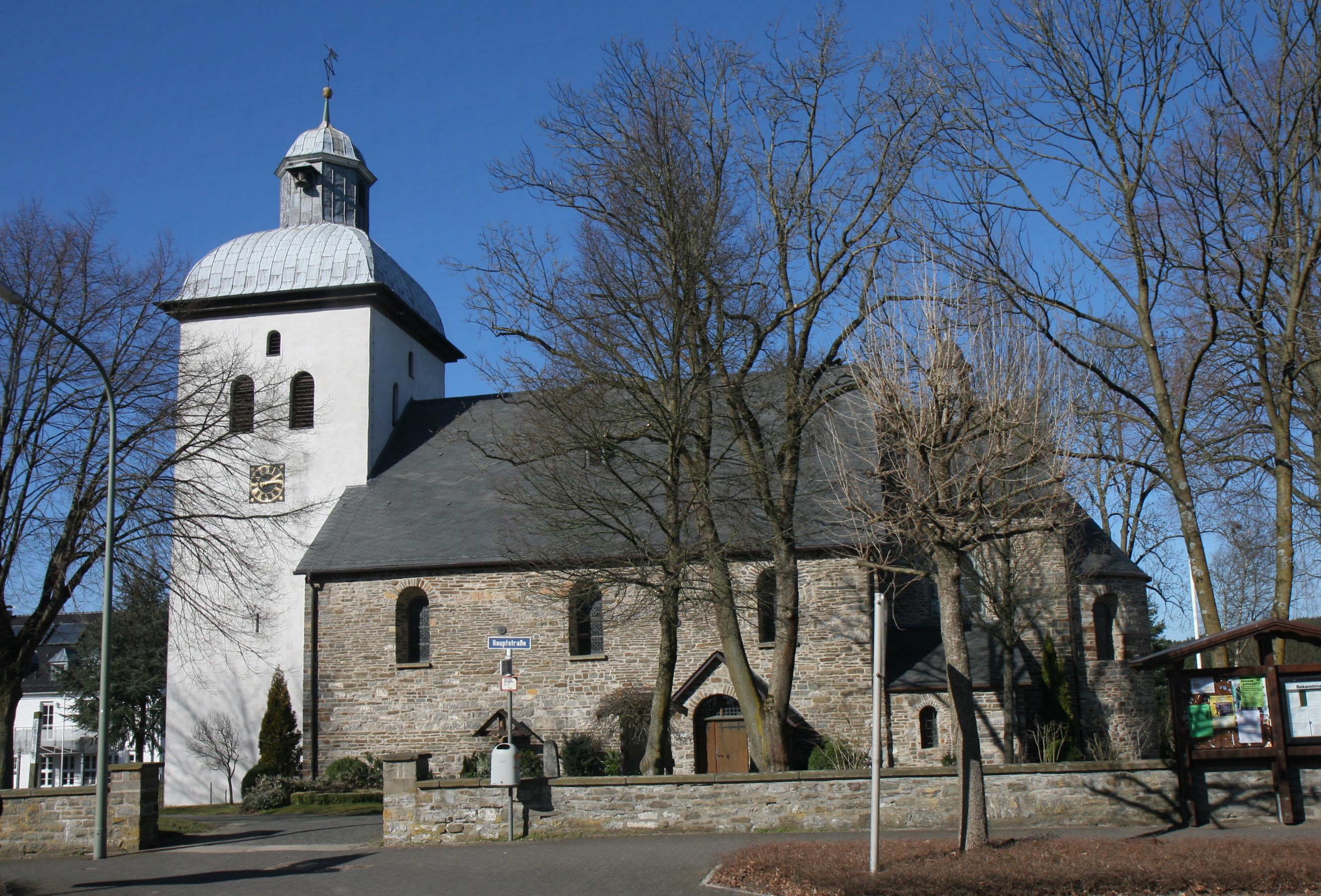
聖ランベルトゥス教会
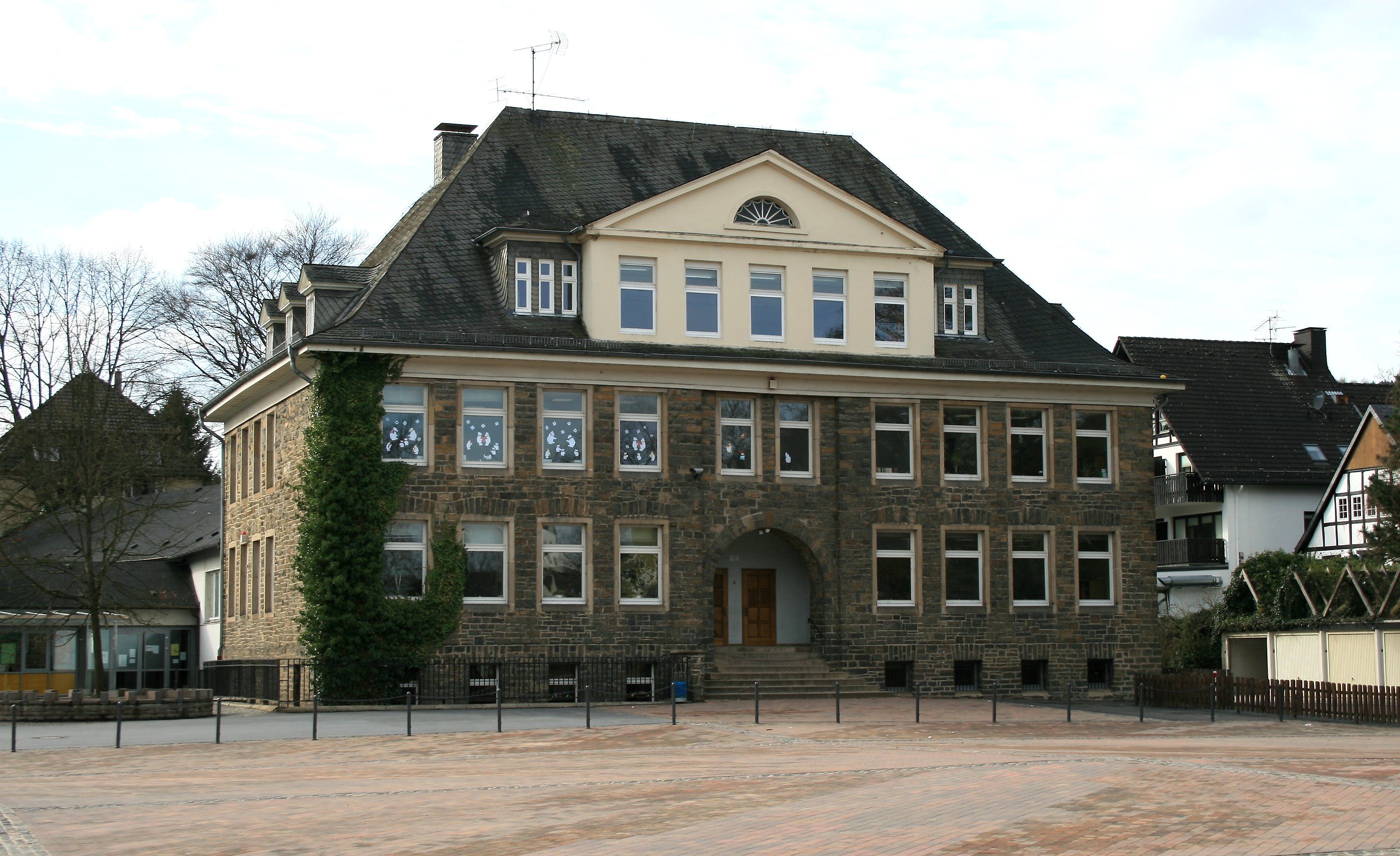
ブルクシューレ
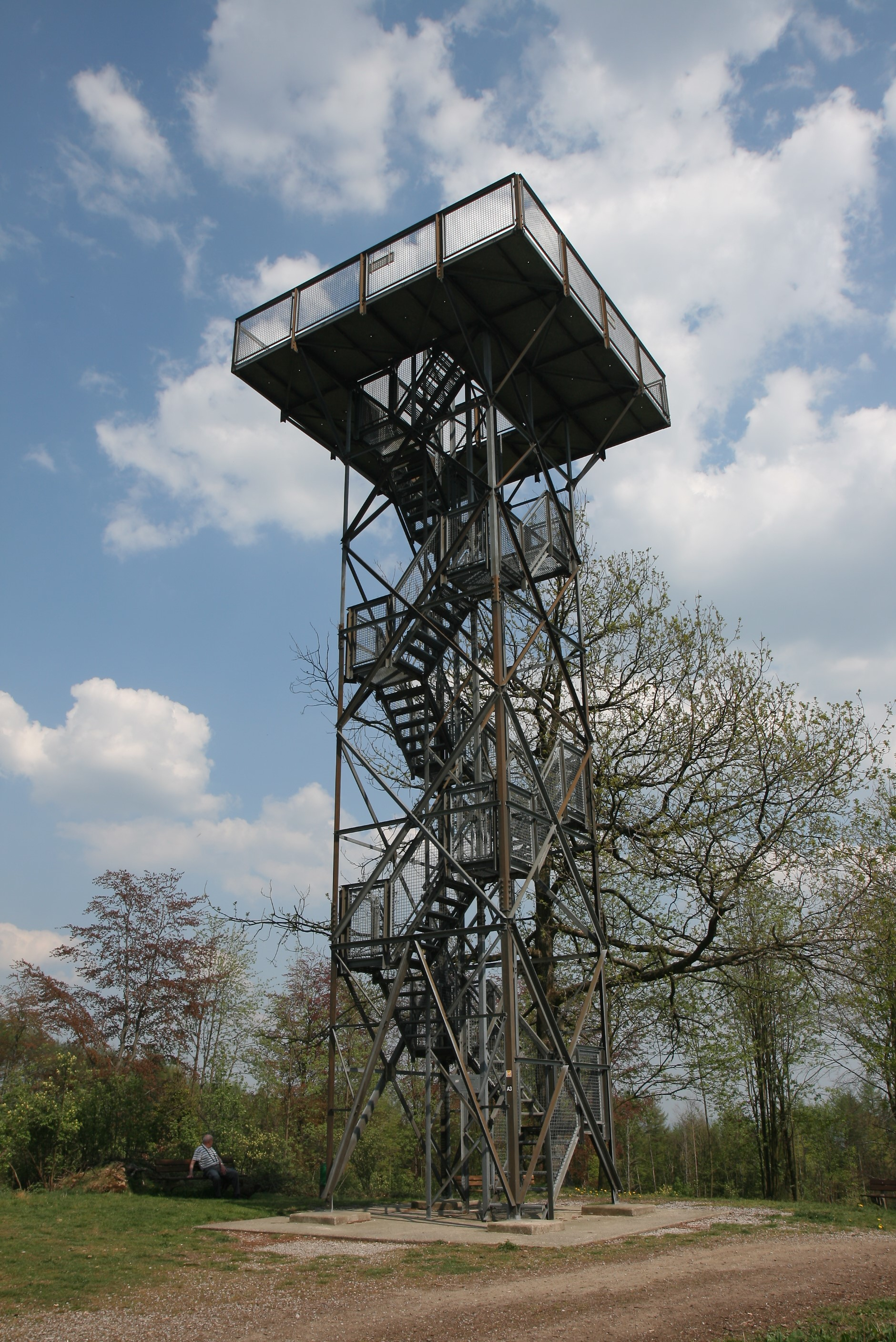
クヴィートマンス塔

### 自然保護区と公園
ノイエンラーデの市域は、ザウアーラント=ロタール山地自然公園に属す。建物が建て込んだ地区や開発計画の適用地区を除き、自然保護区 (NSG) などのより高次の指定を受けていない限り、景観計画地域に登録されている。市内には広さ 7 ha のクレフ自然保護区がある。
都市公園「アウフ・デム・ヴァル」には、樹齢約 900 年の、自然文化財として保護されているゲリヒツリンデ（直訳: 裁判所のセイヨウボダイジュ）がある。中世後期にはここで裁判が行われ、判決が下された。ノイエンラーデは、1355年の都市権付与に伴い、裁判権を得た。

### 遊歩道
ローデン＝ヘネス＝ヴェークはこの街周辺を巡る周回遊歩道である。全長は約 10.5 km である。スタートおよびゴール地点は、市の西部に位置するヴィルヘルムスヘーエの駐車場である。中核市区だけでなく、キュントロープ、ブリントロープ、アルテンアフェルン、アフェルン地区も通っている。この遊歩道は、ノイエンラーデ最古の市長ヨハン・ロインライシェにちなんで命名された。この遊歩道の管理・保全は、ザウアーラント山地協会のノイエンラーデ支部が行っている。
ヴァルトシュターディオンとボルケとの間に、全長 4.3 km の森の学習路が1979年に整備された。その目的は、土着動植物の情報提供である。植物、樹木、鳥類、キノコ類について説明がなされている。
ノイエンラーデ市立公園には、2006年9月に街の建設650年を記念してある政党が寄付した長さ 200 m の歴史の径がある。これは公園の周囲の道の脇に42枚のブロンズ板を設置したものである。プレートには、ドイツの歴史や世界史の重要な日付が刻まれている。その中に、たとえば村落や市が初めて記述されたなどの街の歴史がちりばめられている。

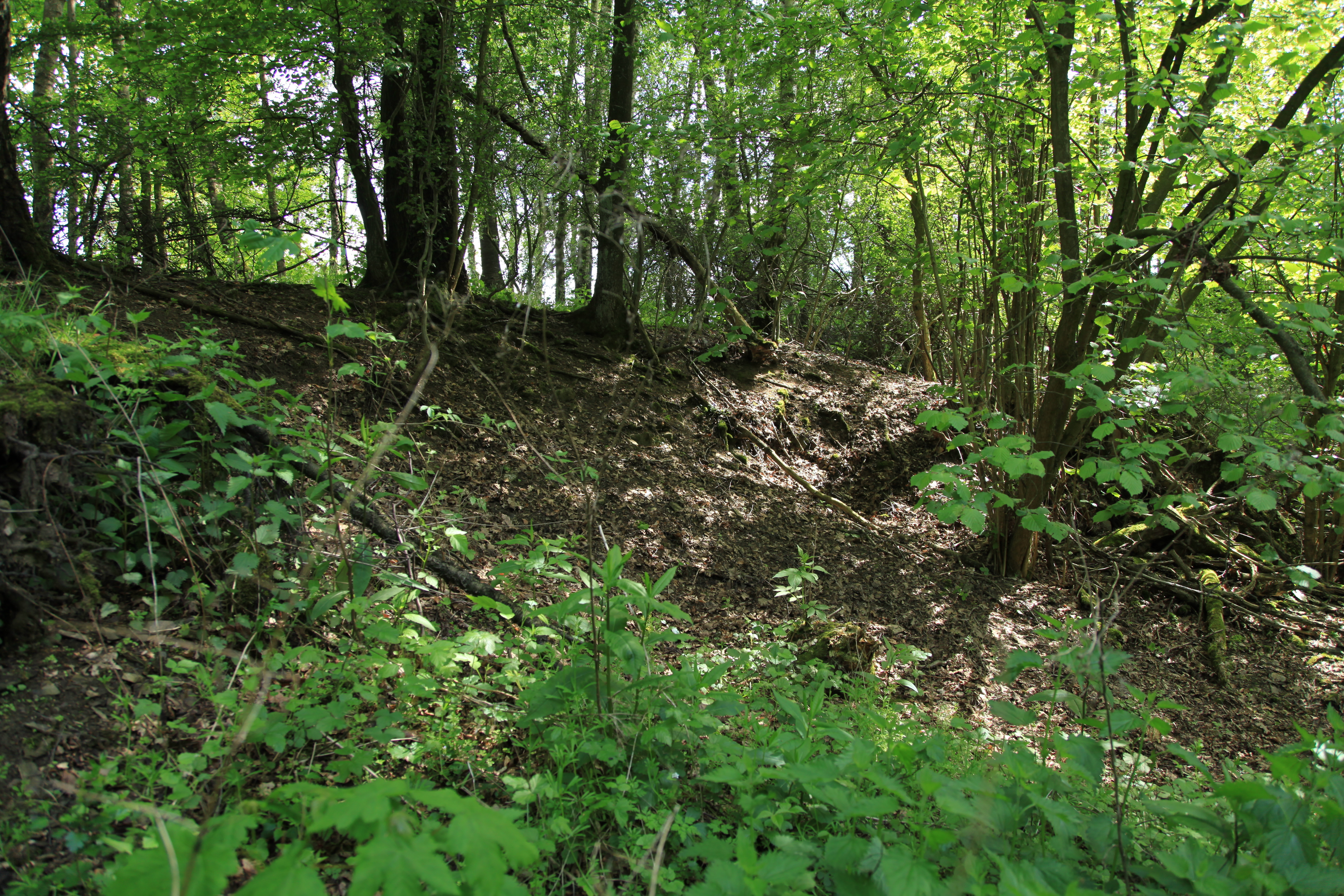
フィーアクニーの国境防衛施設

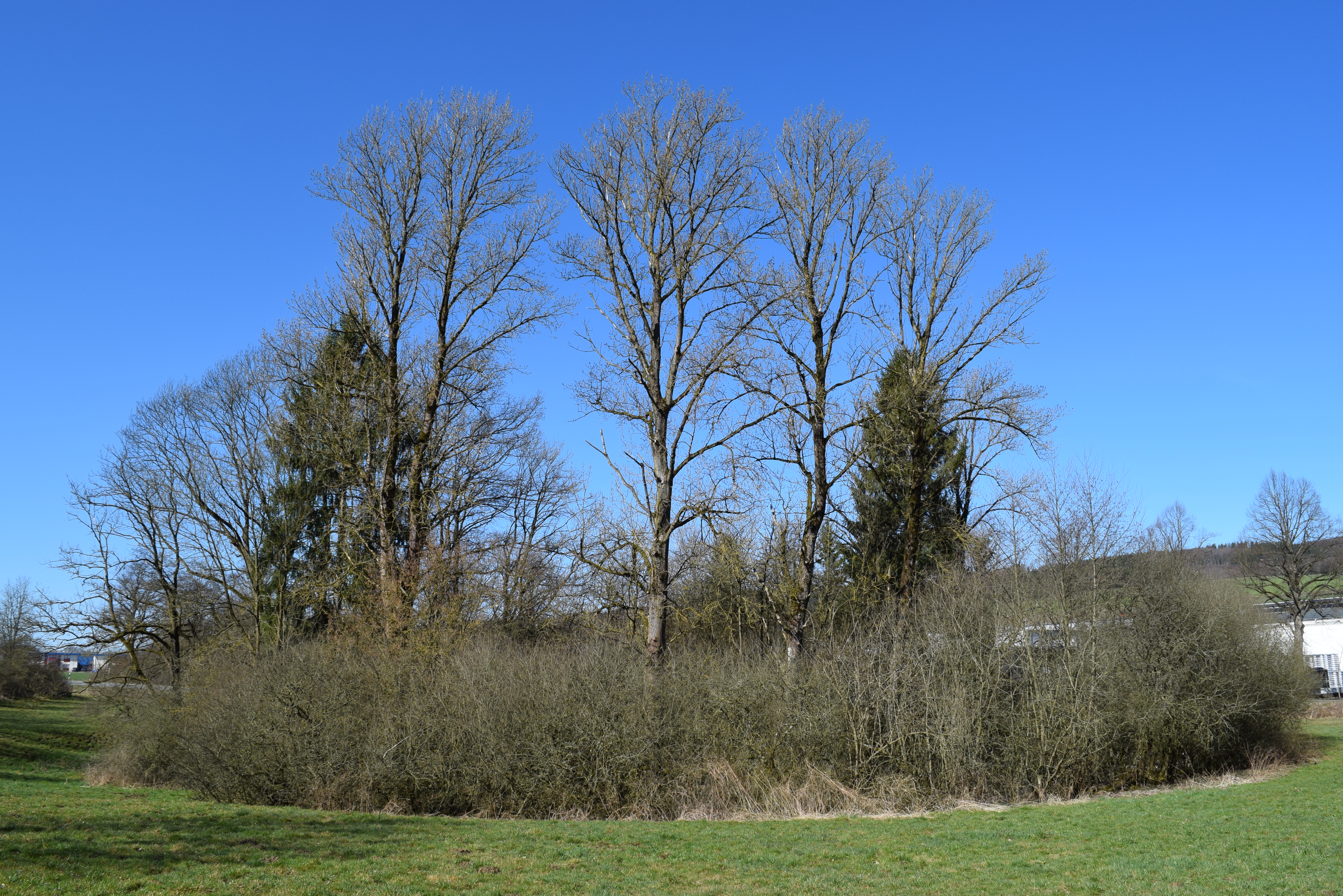
ゲーヴェルンの水城跡

### 埋蔵文化財
グート・ベーレントロープの近くで1965年に製錬炉が発見された。13世紀に粘土と黄土で造られたこの炉は、保存状態がよく、鉄精錬の初期形態を物語るものである。炉の半径は 50 cm、高さは 80 cm である。専門家は、もともとの炉の高さはもっと高かったと推測している。この炉を保護するために1983年に覆屋が建設された。1985年4月26日に技術文化財への登録が完了した。
ホーメルトでは、2つの小さな丘が見つかっており、おそらく墓丘であるとされている。
ノイエンラーデの市域には、全体あるいは一部が埋蔵文化財として保護されているランファーシュラーデ、アウフ・デム・コールベルク、ゲルスベルクの国境防衛施設、ブリントロープのクッシャートとフィーアクニーとの間の国境防衛施設がある。これらの国境防衛施設は、マルク伯領の国境を防衛していた。
1998年に、かつての城とゲルト・フォン・プレッテンベルクの代官所の考古学調査が行われた。この複合体が街の建設の起点であった。この調査で施設の一部と市壁の一部が発掘された。調査は特に池状の堀で行われた。掘り出された土は壁の建設に転用された。この施設には犬走りの他、壁の厚さが 1.7 m ある居住塔が中核施設としてあった。その直径は、9.2 × 8.6 m であった。また、15世紀から16世紀の付属建造物の遺構も発見された。
キュントルプに近いゲーヴェルン集落では、およそ1352年から53年の水城の遺構が見つかった。この水城の遺構は1986年に文化財リストに登録された。城郭広場は、角が丸い正方形をしている。直径は 30 - 32 m である。さらに水堀があった。この城は、アルンスベルク伯によって、マルク伯に対する防衛のために建設された。この施設は早くも1353年にエンゲルベルト2世伯の命令によりゲルト・フォン・プレッテンベルクによって破壊された。

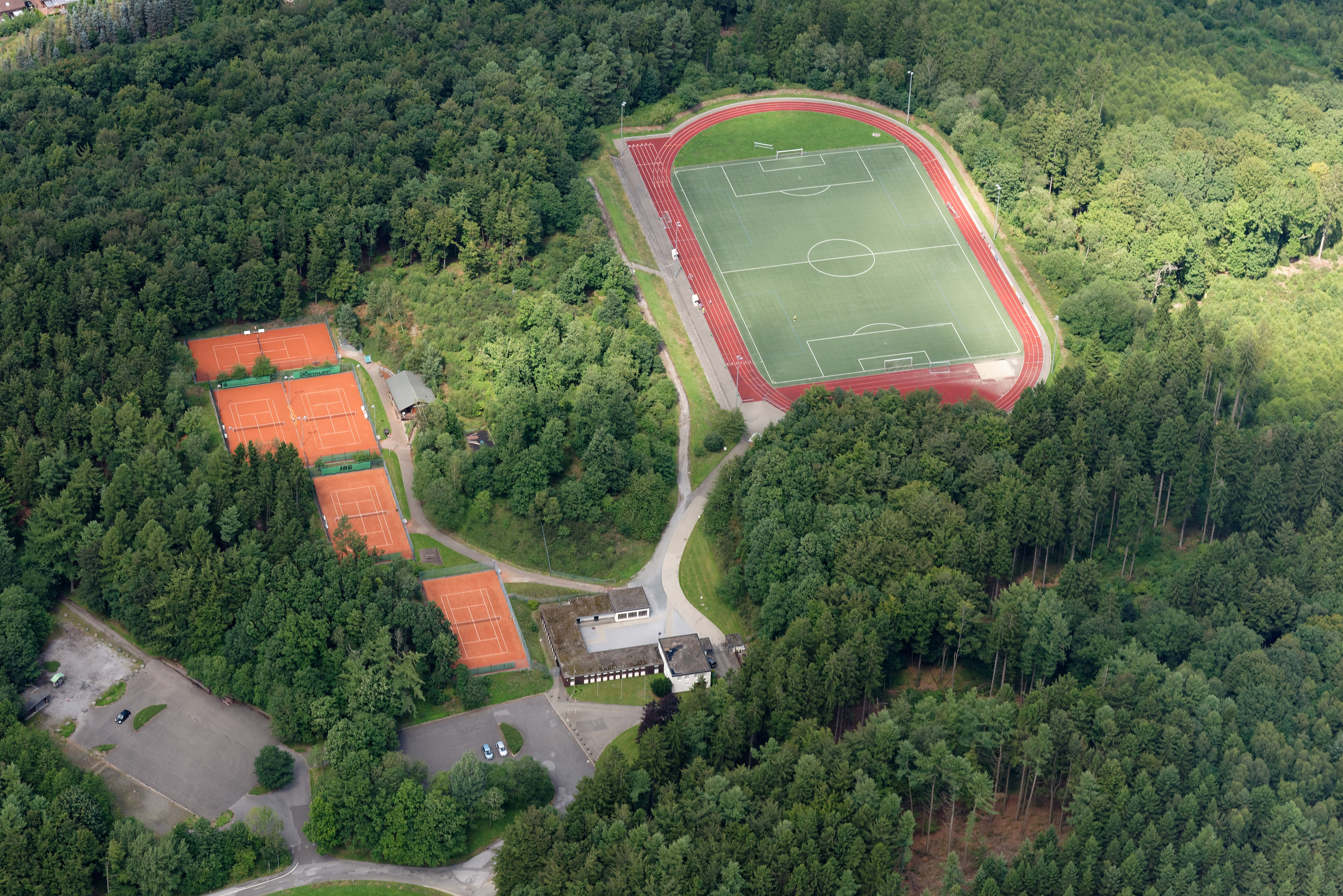
ノイエンラーデのヴァルトシュターディオンとテニスコート

### スポーツ
ノイエンラーデは、コールベルクにウィンタースポーツ施設を有している。この他にノイエンラーデには3つの体育館、スタジアム「ヴァルトシュターディオン」、屋外プールと屋内プールがある。ヴァルトシュターディオンは人工芝の広場、陸上競技施設があり、敷地内には5面のテニスコートがある。屋外プールはノイエンラーデの東のフリードリヒスタールにあり、屋外温水プールである。8コースのプール、3 m の飛び込み台があり、TuS ノイエンラーデやドイツ人命救助協会の水泳部門が競技場として利用している。このプールは2002年に改修された。屋外プールのシーズンオフにオープンする屋内プールはニーダーハイデにあり、プールの広さは 16.3 m × 8 m である。TuS ノイエンラーデやドイツ人命救助協会の水泳部門はトレーニング施設として利用している。
この街の重要なスポーツクラブが TuS ノイエンラーデである。このクラブは多彩なスポーツ種目を備えている。たとえば、ハンドボール、バドミントン、卓球、サッカー、自転車競技、スキー、水泳、テニス、体操などである。1862年に体操クラブが設立され、1905年にサッカークラブが設立された。この2つのクラブが合併して TuS ノイエンラーデが成立した。設立年はエンブレムに記されている。TuSのサッカーチームは、ヴェストファーレンのアマチュアサッカーで重要な役割を担ったことがあり、1971年から1979年まで、当時ドイツのアマチュアサッカーでは最高のリーグであったフェアバンツリーガに属していた。
市区部にもサッカークラブがある: SSV キュントロープ、SV アフェルン 28、SC アルテンアフェルンである。
SSV キュントロープは、1965年5月22日に旅館「ハウス・ヘレッケス」で設立された。SSVはこの集落で最初のスポーツクラブではなかった。これ以前の1902年10月13日にキュントロパー・トゥルンフェラインが設立され、500人の参加者が地域体操フェストを開催するなど最初のピークを迎えた。もともとこの体操クラブにはタンバースコルプス（楽隊）もあった。これは1930年代半ばに分離された。クラブの危機は1935年に始まった。第二次世界大戦でクラブ活動は停止され、1945年以後の活動再開に失敗した。SSV キュントロープ 1965の設立後最初の活動はサッカーであった。1970年に女子体操が追加され、その後男子体操が加わった。この両部門は現在も活動している。
SC アルテンアフェルンは、1986年4月20日に設立された。14人の設立メンバーはいずれもアマチュアサッカー選手であったが、一般スポーツクラブとして設立された（SCはスポーツクラブに由来する）。スキー部門は1987年3月13日に設立され、それまでのサッカー部門からこの部門に参加する人もいた。1年後の1988年1月12日に体操部門が創設された。2008年時点でこのクラブには250人を超える会員がいた。

### 年中行事
毎年3月17日に、馬市、ノミの市、歳の市を兼ねた「ゲルトリュートヒェン」が開催される。名前の由来となった聖人はニヴェルのゲルトルードである。この祭の伝統は、1355年にエンゲルベルト3世伯がノイエンラーデに都市権を授けた際に年に3回の市場開催権を付与したことにまで遡る。キュントロープ地区では「ファミリーエン・ウント・ドラーヒェンフェスト」が開催される。キュンとロープではさらに毎年「Rumo Tripot」音楽祭が開催される。
射撃に関しては長い伝統がある。ノイエンラーデ、キュントロープ、ブリントロープ、アフェルンで毎年射撃祭が開催される。

### リキュール
地元に伝わるレシピに基づいて作られる植物香辛料入りリキュール「ブーバ＝ビター」はゲルトルートヒェン（ゲルトルードの市）でのみ小売りされる。このリキュールの歴史は、フランツ・フィゲリウスによって初めて蒸留された18世紀に始まる。毎年ゲルトルート薬局で火酒を小売りするのは、1835年の酒販免許にまで遡る。「ブーバ＝ビター」という名前は、このリキュールが薬局主のブーテンバッハ家によって蒸留されていたことに由来する。

## 経済と社会資本

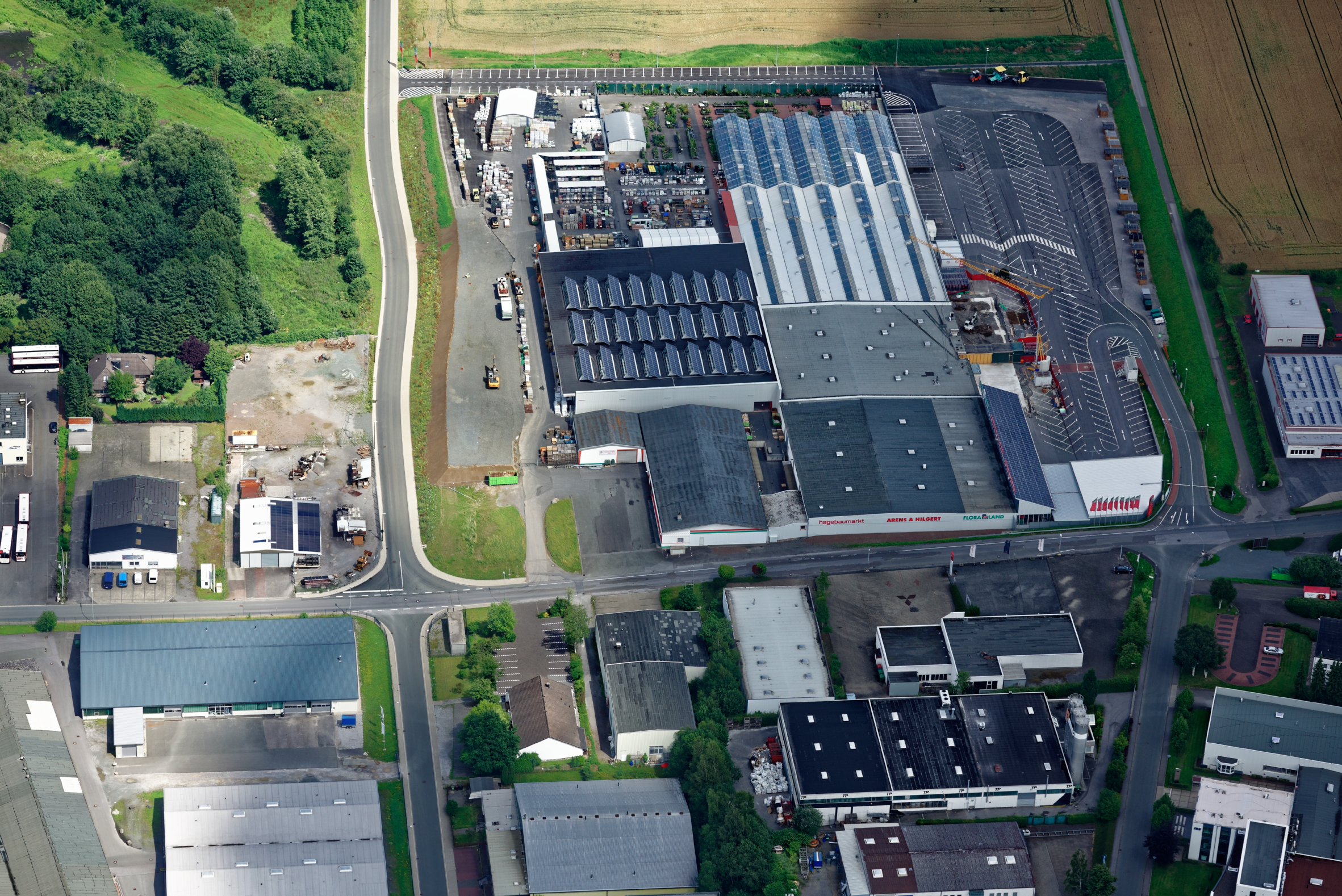
ノイエンラーデの産業地域

### 経済構造
この街の産業は中小企業が主体である。鋳物や電子機器の製造業者、針金およびネジを扱う企業、軽金属や合成樹脂の加工業者などがある。2017年6月30日の社会保険支払い義務のある就労者 3,863人のうち、95人が農林水産業に、2,616人が製造業に従事している。商業・交通・流通業に 482人、その他サービス業に 670人が従事している。

### 交通

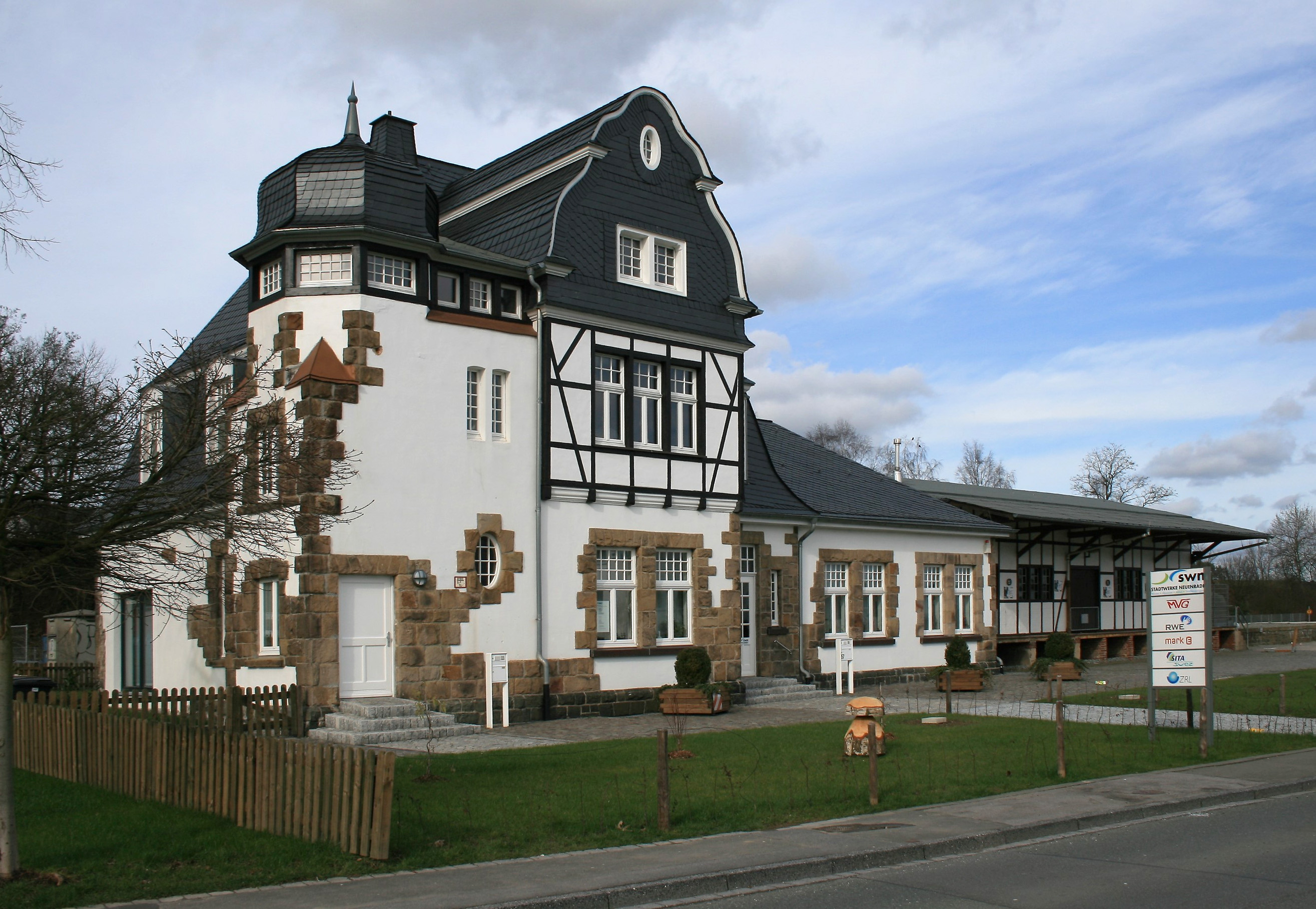
ノイエンラーデ駅旧駅舎

最寄りのアウトバーンのインターチェンジは、リューデンシャイトに A45号線の、イーザーローンに A46号線のインターチェンジがある。市域を連邦道 B229号線が通っている。
鉄道メンデン - ノイエンラーデ線は、ノイエンラーデが終点である。この路線を、ウナ方面からフレンデンベルク/ルール、メンデン、バルヴェを経由するヘネタール鉄道が運行している。市内には、キュントロープ駅と終着駅のノイエンラーデ駅がある。ノイエンラーデ駅は2003年3月27日に保護文化財に指定された。
バスは、主にメルキッシャー交通共同体 (MVG)、ルール＝ジーク・バス (BRS)、ノイエンラーデ市民バスによって運営されている。
ザウアーラント航空スポーツ協会が運営するヴェルドール＝キュントロープ飛行場 (ICAO-Code: EDKW) は、キュントロープ地区の東の市境にバルヴェ市とまたがって位置している。グライダー、モータープレーン、模型飛行機などが飛行している。

### メディア
出版社メルキッシャー・ツァイトゥングスフェアラークは、19世紀末からノイエンラーデで刊行されている「ジューダーレンダー・フォルクスフロイント」の所有者である。ローカルな情報は、come-on.de のプラットフォーム上でオンラインで読むことができる。ラジオ MK は、ノイエンラーデでは、地上波は 97.2 MHz、ケーブルラジオでは 99.25 MHz で聴くことができる。

### 公共施設
市庁舎は、ノイエンラーデ中核市区の中央にあり、アルテ・ブルク通り、アム・ヴァル通り、ヒンテルム・ヴァル通りに面している。多くの重要な公共施設は、ニーダーハイデ通り沿いにある: 市立図書館、市立ゲマインシャフト本課程学校の講堂、青年センター、屋内プール、スポーツ広場である。これ以外のスポーツ関連の重要な2つの公共施設がフリードリヒスタールの屋外プールとヴァルトシュターディオンである。

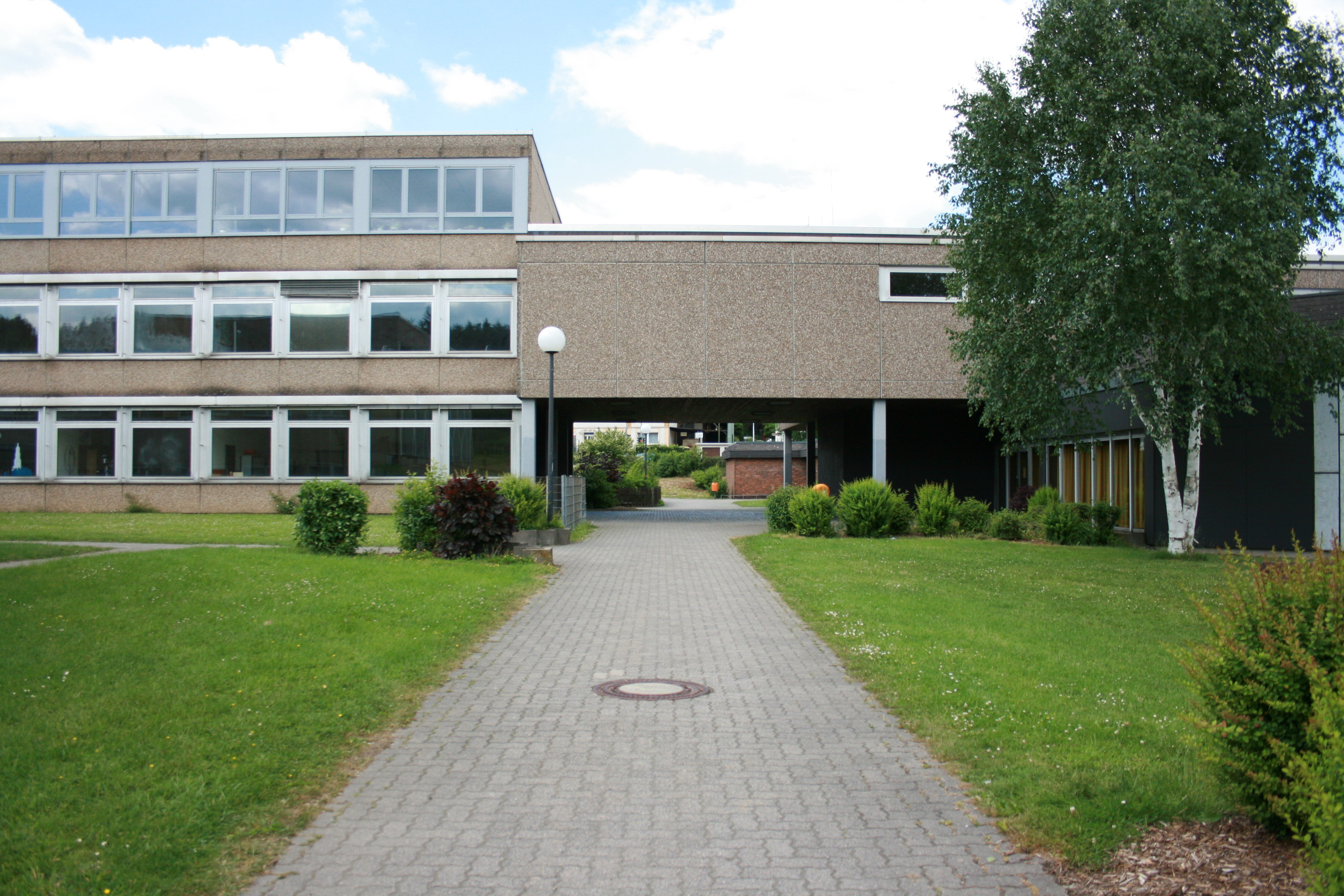
ニーダーハイデの普通科学校

### 教育
ノイエンラーデには、2校の基礎課程学校とヘネクヴェル＝シューレの他に、ゼクンダーシュトゥーフェ I（中等教育）の普通科学校がある。ニーダーハイデにあるこの学校は、2011/12年に旧本課程学校の校舎を利用して開校した。本課程学校は次の学年に閉校した。本課程学校は、ブルク基礎課程学校の校舎にあった国民学校が閉鎖されたため、1969年に「アウフ・デア・ニーダーハイデ」に建設された。

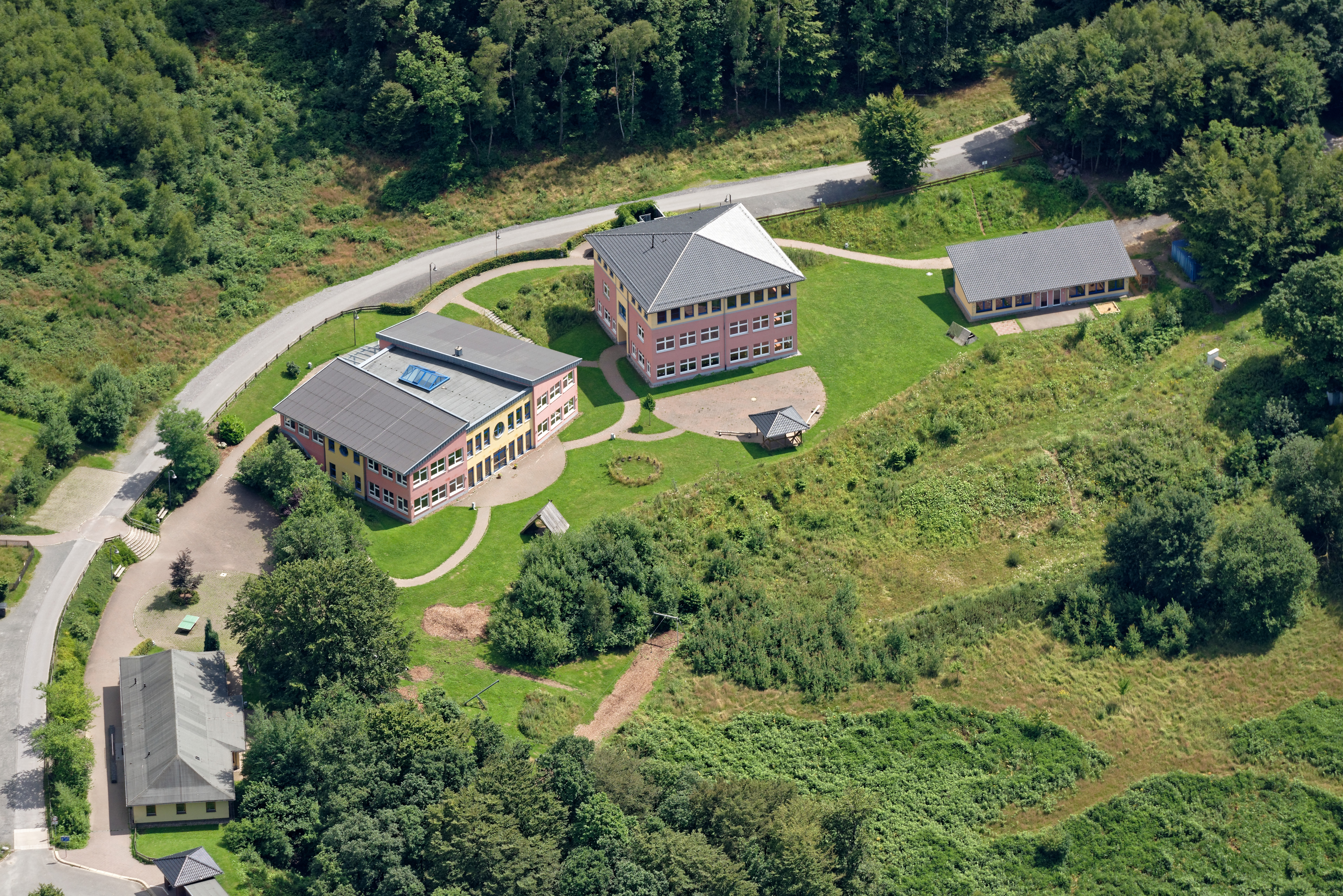
自由ヴァルドルフ学園

この他に、ノイエンラーデには、自由ヴァルドルフ学園がある。校舎は2002年7月からレンメルスハーゲンにある。この学校は1997年にヴェルドールで設立された。ヴァルドルフ教育を基盤とするこの自由学園は、アルンスベルク行政管区の学校教育管理部の監督下にある。2006年/07年の学年から自由ヴァルドルフ・ドルフシューレ・ノイエンラーデは全日制基礎課程学校も運営している。

### 安全
ノイエンラーデ消防団は、2つの消防隊に分けられ、防火と市の全般的救護を担っている。消防団は、14台の緊急車両と青年消防団の車両1台を有しており、約125人の団員（青年消防団を含む）がこれを運用している。第I消防隊は、中核市区の防火を担当している。第II消防隊はキュントロープ消防班とアフェルン消防班からなる。小さな特徴が「ファースト＝レスポンダー」の存在である。これは、救助活動や緊急時に投入され、救命部隊が到着するまで専門的な初期対応を行う。
ノイエンラーデには独自の救急指令所がないため、救命サービスはヴェルドール市やバルヴェ市がカバーしている。ヴェルドールとバルヴェにはそれぞれ、メルキッシャー郡救命サービスの救急指令所があり、事故の際にはここから救急車や救命治療医が出動する。この街には病院がなく、最寄りの病院は隣のヴェルドールにある。
警察派出所はノイエンラーデにもある。ここは24時間勤務ではなく、日中のみ警官が駐在している。ノイエンラーデの市域はヴェルドール警察署の管区である。ノイエンラーデの市域は別個の独自の管区として扱われており、警察は市庁舎内にあり、その職員と車両を利用している。このため、警察のプレゼンス、犯罪率の改善、市民への親しみやすさを達成している。

## 人物

### 出身者
- ヘルマン・ヴィルケン（1522年 - 1603年）人文主義者、数学者。

## 関連図書
- Der kurkölnische Haupthof Blintrop-Niedernhöfen im Herrschafts- und Wirtschaftssystem von St. Severin/Köln. Köln: Erzbischöfliche Diözesan- und Dombibliothek mit Bibliothek St. Albertus Magnus. (2014). ISBN 978-3-939160-52-6
- Doris Bakker; Simone Gieshoff. Wie der rote Hannes zu seinem Namen kam. Sage aus der Zeit der Stadtgründung. Neuenrade: Selbstverlag S. Gieshoff
- Winfried Groke (2006). Der Bildband zum 650-jährigen Jubiläum der Stadt Neuenrade. Neuenrade
- Carl Haase (1984). Die Entstehung der westfälischen Städte (4 ed.). Münster
- Albert Ludorff (1994). Die Bau- und Kunstdenkmäler des Kreises Altena. Warburg: Nachdruck der Erstauflage 1911
- Dieter Stievermann (1973). Geschichte der Stadt Neuenrade vom 17. bis ins 19. Jahrhundert, verbunden mit einem Häuserbuch. Altena
- Dieter Stievermann (1990). Stadt Neuenrade. ed. Neuenrade: die Geschichte einer sauerländischen Stadt von den Anfängen bis zur Gegenwart. ISBN 978-3-89053-035-2
- Günter Gierke (1992). Neuenrade, Beiträge zur Heimat- und Landeskunde. Altena: Heimatbund Märkischer Kreis. ISBN 978-3-89053-044-4
- Walter Schlick (1987). Neuenrade, Gemälde und Zeichnungen. Meinerzhagen
- Walter Schlick (1987). 200 Jahre Neuenrader Kirche. Neuenrade
- Karl Junker (1955). Heimatbuch der Stadt Neuenrade 1355–1955. Altena
- Stadtmappe Neuenrade (1988). Heinz Stoob. ed. Westfälischer Städteatlas, Veröffentlichung der Historischen Kommission für Westfalen, Geschichtsort Stadt. ISBN 978-3-89115-337-6

### 訳注
1. ↑  Burg = 城砦、Schule = 学校